# Rhabdocaulon
Rhabdocaulon là một chi thực vật có hoa trong họ Hoa môi (Lamiaceae).

## Loài
Chi Rhabdocaulon gồm các loài: